# Horst-Knapp-Preis
Der österreichische Horst-Knapp-Preis wird für hervorragende Leistungen im Wirtschaftsjournalismus vergeben.

## Horst-Knapp-Preis
Die Auszeichnung wird seit 1996 jährlich von der UniCredit Bank Austria mit 7000 Euro dotiert. Namensgeber ist der Wirtschaftsjournalist Horst Knapp (1925–1996). Der Preis wird von einer unabhängigen Jury aktuell unter Vorsitz des ehemaligen Gouverneurs der Oesterreichischen Nationalbank Ewald Nowotny vergeben.

## Preisträger
- 1996: Reinhard Göweil und Waltraud Langer, Wirtschaftsredakteure des ORF
- 1997: Georg Wailand und Regina Forster (Förderpreis)
- 1998: Michael Hann
- 1999: Liselotte Palme, Journalistin des Profil
- 2000: Andreas Schnauder, Journalist des Standard
- 2001: Walter Sonnleitner, Wirtschaftsredakteur des ORF
- 2002: Margarete Freisinger
- 2003: Richard Wiens, Wirtschaftsredakteur der Salzburger Nachrichten
- 2004: Christine Domforth, Wirtschaftsredakteurin der Tageszeitung Die Presse
- 2005: Eva Pfisterer und Michael Csoklich, Wirtschaftsredakteure des ORF
- 2006: Renate Graber, Wirtschaftsredakteurin der Tageszeitung Der Standard
- 2007: Helmut A. Gansterer, Herausgeber des trend
- 2008: Michael Nikbakhsh, Leiter des Wirtschaftsressorts des Profil
- 2009: Luise Ungerboeck, "Standard" und Franz Schellhorn, "Die Presse"
- 2010: Michael Bachner, Ressortleiter Wirtschaft der Tageszeitung "Kurier"
- 2011: Dietmar Mascher, Mitarbeiter der Tageszeitung "Oberösterreichische Nachrichten"
- 2012: Volker Obermayr, Wirtschaftsredakteur des ORF
- 2013: Hanna Kordik, Co-Ressortleiterin Wirtschaft der Tageszeitung Die Presse
- 2014: Christoph Varga, Wirtschaftschef der Zeit im Bild im ORF[2][3]
- 2015: Eric Frey, Chef vom Dienst der Tageszeitung Der Standard[4]
- 2016: Regina Forster, stellvertretende Ressortleiterin Wirtschaft, und Thomas Karabaczek, Ressortleiter Wirtschaft der Austria Presse Agentur (APA)[5]
- 2017: Ulla Kramar-Schmid, ZIB 2-Redakteurin[6]
- 2018: Andrea Hodoschek, "Wirtschaft von innen"-Kolumnistin der Tageszeitung "Kurier"
- 2019: Manfred Schumi, Kronen Zeitung
- 2020: Förderpreis für Kamil Kowalcze, Wirtschaftsredakteur "Die Presse" – Ehrenpreis für Prof. Paul Lendvai[7]
- 2022: Dieter Bornemann[8][9]
- 2023: Manfred Neuper und Uwe Sommersguter (Kleine Zeitung)[10]